# Teorema di Krasnoselskii
In matematica, il teorema di Krasnoselskii è un teorema di punto fisso che prende il nome dal matematico Mark Krasnoselskii. Riguarda l'esistenza di un punto fisso per la funzione data dalla somma di una funzione continua e compatta con una contrazione. Il risultato è stato generalizzato da Edmunds e Reinermann per il caso di una funzione non espansiva e una fortemente continua.

## Enunciato di Krasnoselskii
Sia {\displaystyle X} uno spazio di Banach, e {\displaystyle C} un sottoinsieme di {\displaystyle X} chiuso, convesso e non vuoto.
Siano {\displaystyle A,B:C\to X} funzioni tali che:
- {\displaystyle B(x)+A(y)\in M\,\forall x,y\in M}
- {\displaystyle A} è continua e compatta
- {\displaystyle B} è una contrazione con costante di Lipschitz {\displaystyle \alpha <1}

allora esiste {\displaystyle x\in C} che sia un punto fisso per {\displaystyle A+B}, ovvero che soddisfa {\displaystyle A(x)+B(x)=x}.

## Estensione di Edmunds e Reinermann
Sia {\displaystyle X} uno spazio di Banach, e {\displaystyle C\subset X} un sottoinsieme di {\displaystyle X} chiuso, convesso, limitato e non vuoto. Se {\displaystyle F_{1}:C\to X} è una funzione non espansiva e {\displaystyle F_{2}:C\to X} una funzione fortemente continua, allora la somma {\displaystyle F_{1}+F_{2}:C\to X} ha un punto fisso.